# Минидока (Ајдахо)
Минидока (енгл. Minidoka) град је у америчкој савезној држави Ајдахо.

## Демографија
По попису из 2010. године број становника је 112, што је 17 (-13,2%) становника мање него 2000. године.
| Група             | 2000.       | 2010.      |
| Белци             | 26 (20,2%)  | 26 (23,2%) |
| Афроамериканци    | 0 (0,0%)    | 0 (0,0%)   |
| Азијати           | 2 (1,6%)    | 0 (0,0%)   |
| Хиспаноамериканци | 100 (77,5%) | 86 (76,8%) |
| Укупно            | 129         | 112        |